# David Quintero
 Luis David Quintero (Santander de Quilichao; 29 de enero de 1998) es un futbolista colombiano. Juega como arquero y actualmente milita en el América de Cali de la Categoría Primera A de Colombia. 
Es canterano del América de Cali y hace parte de la plantilla profesional desde 2018.

## Clubes
| Club            | País     | Año           |
| --------------- | -------- | ------------- |
| América de Cali | Colombia | 2018-presente |